# Christiane Reimann

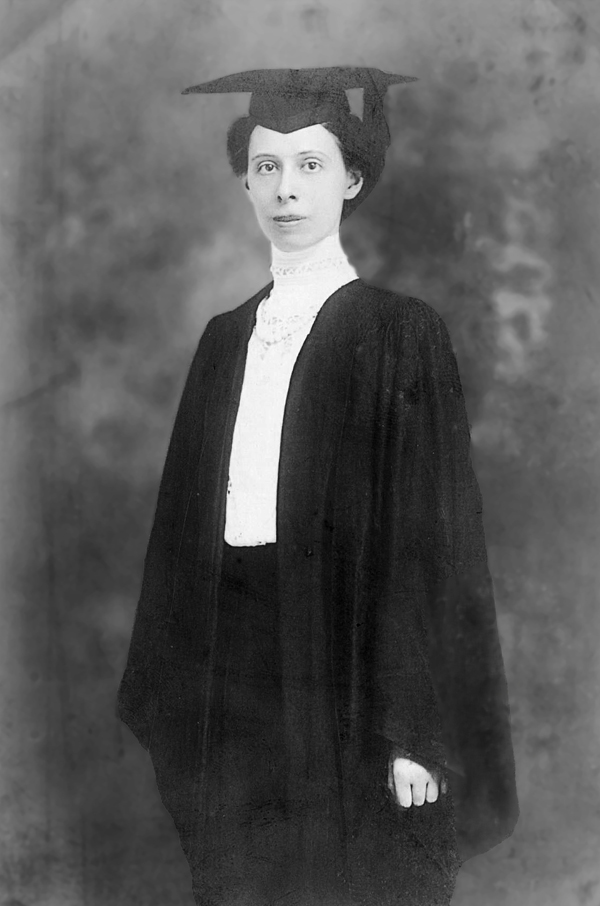
Christiane Reimann

Christiane Reimann (* 6. Mai 1888 in Kopenhagen; † 12. April 1979 in Syrakus, Italien) war eine dänische Krankenschwester, Pflegewissenschaftlerin und Generalsekretärin des International Council of Nurses (ICN).
Christiane Reimann absolvierte ihre Ausbildung zur Krankenschwester ab dem Jahr 1916 im Bispebjerg-Krankenhaus in Kopenhagen. Neun Jahre später erhielt sie ihr Krankenpflegediplom, sowie einen Bachelor- und einen Masterabschluss, die sie jeweils durch Studienaufenthalte in den USA erworben hatte. 1922 erfolgte der Eintritt in den International Council of Nurses (ICN), dessen erste hauptamtliche Generalsekretärin sie von 1925 bis 1934 wurde. In dieser Funktion leitete sie die Kongresse des ICN in Helsingfors in Finnland, in Detroit sowie in New York City. Es gelang ihr außerdem, die chinesischen Krankenschwestern in den ICN aufzunehmen. 
Ihren Lebensabend verbrachte Christiane Reimann im Kreise ihrer Familie im sizilianischen Syrakus. Dort verstarb sie mit 92 Jahren.
Ihre Nachfolgerin als Generalsekretärin des ICN wurde 1934 die böhmische Prinzessin und Krankenschwester Anna Schwarzenberg († 1954).
Aufgrund der Verdienste von Christiane Reimann um die weltweiten Angelegenheiten der Gesundheits- und Krankenpflege, wurde von der Christiane-Reimann-Stiftung im Jahr 1985 der „Christiane Reimann Preis“ ins Leben gerufen. Die erste Preisträgerin war die US-Pflegetheoretikerin Virginia Henderson (1897–1996).

## Arbeiten
- De la législation concernant les infirmières au point de vue international, Cambridge University Press, 1926, Heft 8, 87, Seiten 155–168.
- mit Susanne Malchau-Diez: Ellen Broe, in: Danish Women Encyclopaedia online.